# Elena Radu
Elena Radu, née le 24 mars 1975 à Pogoanele (Roumanie), est une kayakiste roumaine.
Elle est médaillée de bronze en K4 500 mètres aux Jeux olympiques d'été de 2000 à Sydney.